# Peragus II
Peragus II is een planeet in het Star Wars universum die zich bevond in de Outer Rim. Deze planeet werd namelijk opgeblazen door het schip van Darth Sion wanneer hij "The Exile" achtervolgde. Dit is te zien in het spel Star Wars: Knights of the Old Republic II: The Sith Lords. 
Peragus II was de bron van lage kwaliteit brandstof. De eerste keer dat de mensen brandstoffen vanaf de planeet probeerden te vervoeren, blies dat de planeet bijna op. 
De planeet bestond uit één grote rots en was bijna niet bewoonbaar. Door de vondst van olie kwamen er delvers en zij richtten gebouwen op zoals de Peragus Mining Facility. Op de planeet was het niet mogelijk om dorpen te stichten en kon men alleen lopen met een ruimtepak aan. Om de planeet heen lag een astroïdeveld. 
Eigenlijk leefden er alleen mensen en een paar Sullustans op de planeet. Zij waren delvers en kwamen alleen voor de olie. Bijna iedereen werd gedood toen HK-50 de verdediging, zoals gas, activeerde. De mensen die dit overleefden, werden gedood door de mining droids die zich tegen hun meesters hadden gekeerd.